# Bugás sás
A bugás sás (Carex paniculata) az egyszikűek (Liliopsida) osztályába, ezen belül a perjevirágúak (Poales) rendjébe és a palkafélék (Cyperaceae) családjába tartozó faj.

## Fontosabb jellemzői
Évelő, erős, tömött, terebélyes zsombékot képező faj. Szára 40–100 centiméter magas, erős, vastag, háromszögletű, lapos oldalakkal. Az egész szár érdes. A tőlevél-hüvely vöröses- vagy feketésbarna, enyhén csillogó és ép. A levéllemez 2–7 mm széles, lapos és erősen érdes. A nyelvecske nagyon rövid. A virágzat laza, 10 cm hosszú, ritkán bókoló, az alján bugásan elágazó füzér. A bibék száma kettő. A pelyvák széles-tojásdadok, világosbarnák, fehér hártyásszélűek. A tömlő tojásdad alakú, 2–3 mm hosszú, csillogó, alig eres és egyenletesen csőrbe keskenyedik. A tömlő alapi és háti részén gyengén csíkozott és mindkét oldalán domború. A makkocska lapos, tojásdad alakú.

## Alfajai
- Carex paniculata subsp. calderae (A.Hansen) Lewej. & Lobin
- Carex paniculata subsp. lusitanica (Willd.) Maire
- Carex paniculata subsp. paniculata
- Carex paniculata subsp. szovitsii (V.I.Krecz.) Ö.Nilsson

## Élőhelye
Magassásosok, forráslápok. Magyarországon többek közt a Gödöllői-dombság területén él, valamint a Mátrában és a Csombárdi-réten is megtalálhatóak állományai.